# Масловець (Польща)
Масловець (пол. Masłowiec) — село в Польщі, у гміні Тшебниця Тшебницького повіту Нижньосілезького воєводства.
Населення — 134 особи (2011).
У 1975-1998 роках село належало до Вроцлавського воєводства.

## Демографія
Демографічна структура станом на 31 березня 2011 року:
|          | Загалом | Допрацездатний вік | Працездатний вік | Постпрацездатний вік |
| -------- | ------- | ------------------ | ---------------- | -------------------- |
| Чоловіки | 73      | 9                  | 54               | 10                   |
| Жінки    | 61      | 13                 | 37               | 11                   |
| Разом    | 134     | 22                 | 91               | 21                   |